# Yantang (köping i Kina, Guangxi)
Yantang (kinesiska: 燕塘镇, 燕塘) är en köping i Kina. Den ligger i den autonoma regionen Guangxi, i den södra delen av landet, omkring 340 kilometer nordost om regionhuvudstaden Nanning. Antalet invånare är 19439. Befolkningen består av 9 207 kvinnor och 10 232 män. Barn under 15 år utgör 25,0 %, vuxna 15-64 år 64 %, och äldre över 65 år 10,0 %.
Genomsnittlig årsnederbörd är 2 260 millimeter. Den regnigaste månaden är juni, med i genomsnitt 376 mm nederbörd, och den torraste är oktober, med 44 mm nederbörd.